# محوطه حمزیان بالا
محوطه حمزیان بالا مربوط به عصر برنز است و در شهرستان خوی، بخش چایپاره، روستای حمزیان بالا واقع شده و این اثر در تاریخ ۱۴ مرداد ۱۳۸۲ با شمارهٔ ثبت ۹۴۲۰ به‌عنوان یکی از آثار ملی ایران به ثبت رسیده است.